# 聖米格爾區 (卡尼亞斯縣)
10°21′20″N 85°03′42″W / 10.35556°N 85.06167°W
聖米格爾區（西班牙語：San Miguel District, Cañas），是哥斯達黎加的行政區，位於該國西北部瓜納卡斯特省，由卡尼亞斯縣負責管轄，面積121平方公里，海拔高度75米，2013年人口1,922人，人口密度每平方公里16人。